# 화주 (술)

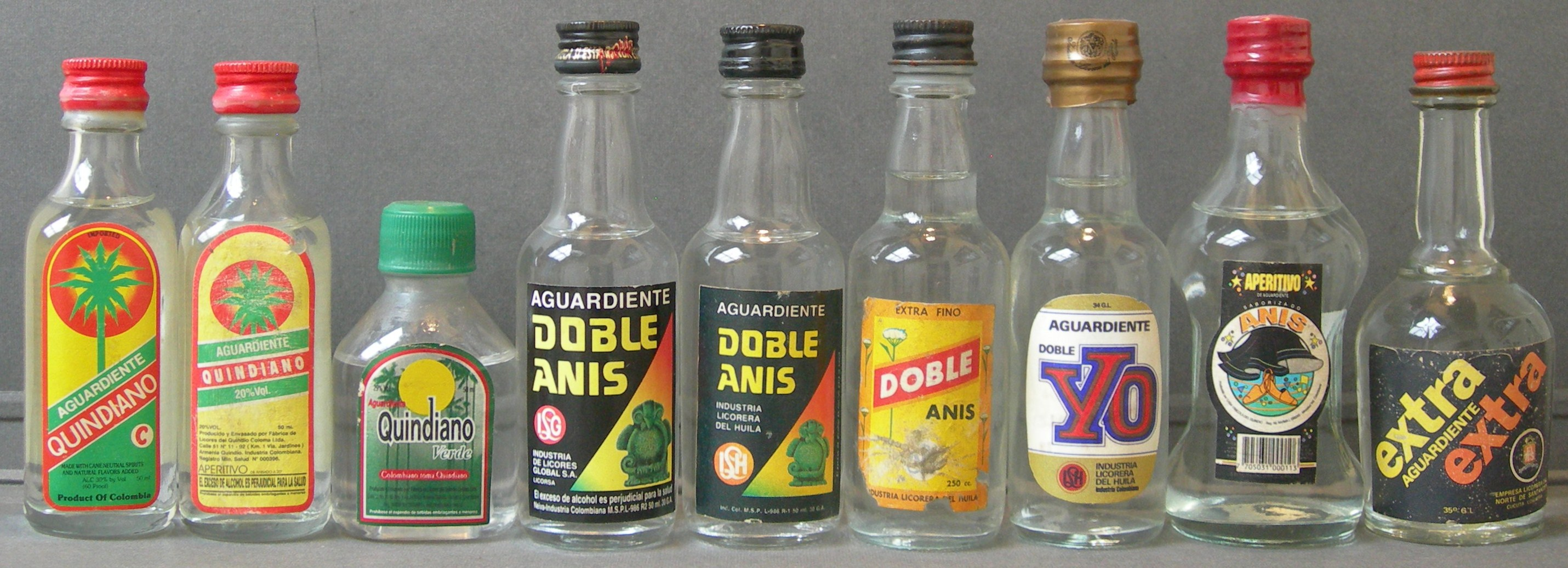
콜롬비아의 아과르디엔테

화주(火酒)는 소주, 보드카, 위스키 등처럼 알코올 도수가 높은 술이다. 불을 붙이면 탈 수 있을 만큼 독한 증류주를 가리키기도 한다. 스페인어권 및 포르투갈어권에서 생산되는 알코올 도수 29~60% 정도의 술은 아과르디엔테(스페인어: aguardiente), 아구아르덴트(포르투갈어: aguardente), 아구아르덴치(브라질 포르투갈어: aguardente), 아이과르덴(카탈루냐어: aiguardent) 등으로 일컬어진다.

## 어원
로망스어로 "물"을 뜻하는 말(스페인어: agua 아과[*]; 포르투갈어: água 아구아[*]; 카탈루냐어: aigua 아이과)과 "불타는"을 뜻하는 말(스페인어: ardiente 아르디엔테[*]; 포르투갈어: ardente 아르덴트[*] 브라질 포르투갈어:  아르덴치; 카탈루냐어: ardent 아르덴)의 합성어이다.

## 종류

### 멕시코
멕시코에서는 아과르디엔테가 여러 가지 이름으로 불린다. 미초아칸주에서는 럼과 비슷한 차란다라는 전통 아과르디엔테를 마신다.

### 브라질
브라질에서는 사탕수수를 증류해 만든 카샤사가 전통적인 아구아르덴치로 여겨진다.

### 스페인
아과르디엔테 오루호는 포도에서 즙을 짜고 남은 포도박으로 만든다. 카탈루냐의 피레네산맥 지역에서는 아이과르덴이 투피라는 치즈를 만드는 데 쓰인다.

### 아이티
아이티에서는 사탕수수를 증류해 만든 클레랭을 마신다.

### 코스타리카
코스타리카에서는 아과르디엔테가 과로라 불린다. 과로는 사탕수수를 증류해 만든다.

### 포르투갈
포르투갈에서는 포도주를 증류해 얻은 아구아르덴트 비니카가 포르투 포도주나 마데이라 포도주 등을 강화하는 데 쓰인다. 아구아르덴트 비니카를 (프랑스 코냑을 만드는 것과 비슷한 방식으로) 오크통에서 숙성시켜 독특한 맛과 향 및 노란색을 얻은 뒤 브랜디의 일종인 아구아르덴트 벨랴를 만들기도 한다.
아구아르덴트 바가세이라는 포도에서 즙을 짜고 남은 포도박으로 만든다. 바가세이라는 흔히 비카에 타 커피리큐어로 마시는데, "약간의 냄새를 넣은 커피"라는 뜻인 카페 콩 셰이리뉴로 불린다. 아소르스 제도에서는 "음악을 넣은 커피"라는 뜻의 카페 콩 무지카라 부르기도 한다. 아구아르덴트 메드로뉴는 딸기나무 열매로 만든 증류주이다. 마데이라 제도에서는 사탕수수를 증류해 만든 아구아르덴트로 폰샤라는 전통 칵테일을 만든다.

## 같이 보기
- 증류주